# Гончаров Олексій Федорович
Олексій Федорович Гончаров (нар. 16 лютого 1879, Москва — 23 березня 1913, там само) — російський шахіст; автор популярного шахового підручника. Дворазовий чемпіон Москви (1901, разом з Рафаїлом Фальком, і 1909).
Адвокат. Грав у шахи з дитинства, став одним з найсильніших шахістів Москви. Брав участь у 1-му Всеросійському турнірі (1899), поділивши 2-3-тє місце в побічному турнірі. Найбільшого успіху досяг на 2-му Всеросійському турнірі (1900—1901), де посів 4-те місце (позаду Михайла Чигоріна, Еммануїла Шіфферса і Давида Яновського). Учасник чемпіонатів Москви: 1901 — 1-2-ге місце (разом з Рафаїлом Фальком), 1909 — 1-ше місце (попереду Олександра Алехіна). 1907 року посів 2-ге місце у двоколовому турнірі за участю М. Чигоріна, зігравши обидві партії з ним внічию. У 1899—1904 співпрацював у журналі «Шаховий огляд», вів також шаховий відділ газети «Голос Москви». Пропагував ідеї М. Чигоріна, розвиваючи його погляди на естетику шахів.

## Книги
- Краткий учебник шахматной игры, СПБ, 1914.